# Absala
Absala es un género de polillas monotípico perteneciente a la familia Geometridae. El género fue descrita por primera vez por Charles Swinhoe habiendo sido descrita en 1890. Su única especie, Absala dorcada, se encuentra en India.